# اريك كوكس
اريك كوكس (بالإنجليزية: Eric Cox)‏ هو حكم أسترالي، ولد في 1923 في Burwood, New South Wales ‏ في أستراليا، وتوفي في 5 ديسمبر 2006 في بانكستاون في أستراليا.